# ApplicAid
ApplicAid ist eine gemeinnützige Organisation in der Form eines eingetragenen Vereins (e. V.) mit Sitz in Hamburg. Das selbsterklärte Ziel der Organisation ist es, Menschen aus bildungsbenachteiligten Gruppen über Stipendien zu informieren, sie bei der Bewerbung zu unterstützen und das Stipendiensystem in Deutschland zugänglicher zu machen. Die Zielgruppe sind sogenannte „Bildungsaufsteiger“.

## Geschichte und Organisation
Die Idee ApplicAids wurde 2018 auf einer Model United Nations Konferenz in Panama vorgestellt und infolgedessen bei The Resolution Project aufgenommen. Nach diverse Mentoring- und Accelerator-Programmen fiel im Oktober desselben Jahres durch die Veröffentlichung der Website und des Mentoring-Programms der offizielle Startschuss der Organisation, die Backtosch Mustafa mit einem kleinen Team aus Ehrenamtlichen bildete. 2019 wurde ApplicAid offiziell als eingetragener Verein mit gemeinnützigem Zweck in Hamburg gegründet und 2020 vor dem Hamburger Amtsgericht in das Handelsregister eingetragen. Vorsitzender ist Mustafa, der Rest des Vorstands besteht aus Caroline Breit, Nicole Heßberg und Patrik Staak.
Aktuell besteht die Organisation der eigenen Internetpräsenz zufolge aus etwa 35 ehrenamtlichen Mitgliedern, die in acht Teams aufgeteilt sind. Diese unterteilen sich in Mentoring, Stipendienberatung, Workshops, Hubs, Public Relations, Finanzen und Business Development, Research und Innovation sowie Strategie und Organisation. Das komplette Team arbeitete von Beginn an digital und von verschiedenen nationalen und internationalen Standorten aus zusammen. Laut eigener Angaben zur Transparenz finanziert sich ApplicAid ausschließlich über Spenden, zweckgebundene Mittel und Preisgelder und erzielt keinerlei Profit. Im Jahr 2022 gewann ApplicAid den Europäischen Bürgerpreis für Deutschland im Europäischen Jahr der Jugend.

## Mentoring-Programm
Im Zentrum der Arbeit von ApplicAid steht ein fünfwöchiges digitales Mentoring-Programm zur Stipendienbewerbung. Das Ziel ist es, Menschen aus bildungsbenachteiligten Gruppen zur Bewerbung um ein Stipendium zu ermutigen und diese Bewerbung nach der strukturierten Mentoring-Phase abzuschicken. Dabei wird individuelle Hilfe und Unterstützung sowie Zugang zum Netzwerk der Organisation geboten. Das Mentoring wird komplett digital und standortunabhängig durchgeführt. Das Angebot ist kostenlos und richtet sich u. a. an Menschen mit Fluchterfahrung, Erstakademiker, Menschen mit Migrationshintergrund und sozioökonomisch schlechter gestellte Personen. Andere Angebote richten sich primär an diese Gruppen, sind jedoch unabhängig vom Hintergrund für alle Interessierten frei im Internet verfügbar.
Als Begründung für die Notwendigkeit des Mentoring-Programms gibt die Organisation an, dass sich Menschen aus diesen Gruppen seltener um Stipendien bewerben, weniger Unterstützung aus ihrem Umfeld erhalten und schlechtere Chancen haben, nach einer Bewerbung angenommen zu werden. Dies bestätige beispielsweise eine Studie der Stiftung Mercator und der Initiative für transparente Studienförderung. Außerdem erleben Menschen aus bildungsbenachteiligten Gruppen diverse konkrete Hindernisse. So geben etwa 83 % davon an, aufgrund finanzieller Hürden während des Studiums keinen Auslandsaufenthalt ableisten zu können; 72 % der Studienabbrecher aus nicht-akademischen Haushalten geben finanzielle Probleme als Hauptgrund für den Abbruch ihres Studiums an. ApplicAid versteht es als eigene Mission, eine Gesellschaft zu schaffen, in der jede Person die gleichen Chancen hat, ihr Potenzial zu realisieren.
Die Mentorinnen und Mentoren sind Ehrenamtliche, die selbst ein Stipendium erhalten oder erhalten haben und sich auf der Plattform für diesen Zweck registrieren. Die Mentees möchten sich auf ein bestimmtes Stipendium bewerben und suchen diesbezüglich Unterstützung. Nach Registrierung und Identitätsprüfung wird den Mentees eine individuelle Mentorin oder ein individueller Mentor zugeteilt. Diese unterstützen persönlich und meist digital bei der Stipendienbewerbung. Neben dem Matching unterstützt ApplicAid u. a. bei der gegenseitigen Kommunikation, mit Guidelines und mit zusätzlichen Bewerbungstipps. Zu Beginn des Jahres 2021 wurden bereits über 200 Matches vermittelt und dadurch Stipendien im Wert von 300.000 Euro eingeholt.

## Weitere Angebote
Im Jahr 2021 veröffentlichte ApplicAid einen Stipendienratgeber in Form einer Online-Broschüre. Dieser ist kostenfrei auf der Internetpräsenz verfügbar. Unterstützt wurde die Publikation von der Joachim Herz Stiftung, ArbeiterKind.de und Teach First Deutschland.
Zusätzlich bietet ApplicAid persönliche Beratung an. In mehreren Terminen wöchentlich sowie nach individueller Vereinbarung werden offene Sprechstunden zur individuellen Stipendienberatung über Videochat bereitgestellt. Darüber hinaus baut die Organisation zusammen mit ehrenamtlichen Gründerinnen und Gründern an verschiedenen Standorten sogenannte Hubs auf. Diese sind Lokalgruppen zur regionalen Arbeit und Vernetzung mit örtlichen Organisationen und Hochschulen.
Außerdem organisiert ApplicAid regelmäßig Workshops zu den Themen Stipendien, Bildungsbenachteiligung und Studienfinanzierung. Diese werden oft mit anderen Organisationen veranstaltet, beispielsweise mit dem Junge Presse e. V. oder Project Access. Eigenen Angaben zufolge unterhält ApplicAid zahlreiche Kooperationen. Unter anderem werden Partnerschaften mit ArbeiterKind.de, Netzwerk Chancen, lern-fair von Corona School und Stipendienkultur Ruhr gepflegt. ApplicAid ist Mitglied im Netzwerk Stiftungen und Bildung und eine eingetragene Initiative auf GoVolunteer. Zusätzlich unterhält ApplicAid ein Programm für Botschafterinnen und Botschafter, durch das bekannte Persönlichkeiten im Bildungssektor für die Organisation und ihre Mission einstehen. Dazu zählen aktuell Melanie Leonhard, Birand Bingül, Jon M. Jachimowicz, Natalya Nepomnyashcha und Aylin Karabulut.

## Auszeichnungen
- ThinkBig Award der Deutschen Kinder- und Jugendstiftung und der Telefónica Stiftung[35]
- Aufnahme in das ChangemakerXchange Programm von Ashoka und der Robert Bosch Stiftung[36]
- startsocial Bundesauswahl 2019/2020[37]
- digital.engagiert-Auszeichnung 2020 von Amazon und dem Stifterverband für die Deutsche Wissenschaft[38]
- Annemarie Dose Preis 2020 der Stadt Hamburg[10][39]
- Nominierung für den Deutschen Engagementpreis 2020[40] und 2021[41], Plätze 37 und 45 im Voting für den Publikumspreis[42][43]
- Preis für innovative Netzwerkideen des Cusanuswerks[44]
- Europäischer Bürgerpreis 2022 für Deutschland[12]
- Engagementpreis 2023 der Studienstiftung des deutschen Volkes[45]
- Engagementpreis 2023 vom Verein FES-Ehemalige e. V., ein Zusammenschluss ehemaliger Stipendiaten der Friedrich-Ebert-Stiftung.[46]